# Fermeture paysagère

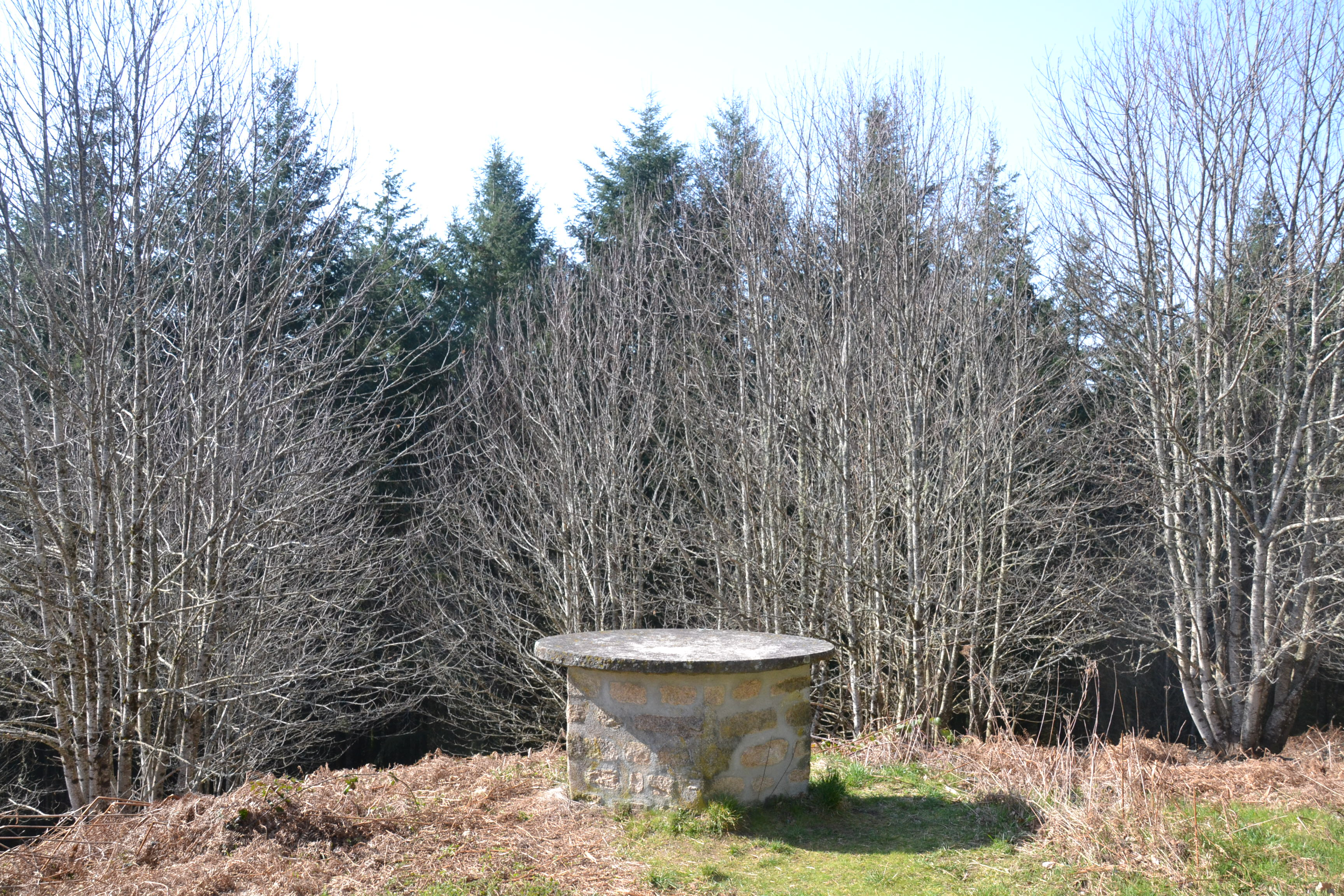
Fermeture du paysage en Haute-Vienne : ancienne table d'orientation de la Pierre du Roi (Saint-Sulpice-Laurière) dont le panorama est entravé par la pousse des arbres.

La fermeture paysagère ou fermeture du paysage correspond au phénomène de progression du couvert des arbres et de la forêt dans les zones jusqu'alors « ouvertes », dévolues à l'agriculture (champs ou élevage). La « fermeture » est celle de l'ampleur visuelle des paysages.
Elle est le fait de facteurs concomitants, pouvant être écologiques et climatiques, liés à l'économie de la forêt et de l'agriculture, à la démographie.
Cette expression renvoie donc à la fois à une dynamique végétale, à un phénomène socio-économique et à une perception sensorielle du paysage.
En France, la légitimité, l'objectivité et la précision de la notion sont en débat, tenant notamment à la responsabilité institutionnelle et scientifique du concept.

## Définition
Le concept de « fermeture paysagère » est développé en géographie et dans le paysagisme, et employé dans l'ensemble des sciences sociales et naturelles relatives à la ruralité, à l'agriculture et à la forêt.
Il s'applique souvent aux territoires de moyenne montagne touchés par la déprise agricole car la mécanisation ne pouvait s'y appliquer, et où la friche spontanée ou la plantation forestière sont à l'œuvre dans la modification du paysage. L'abandon du prélèvement de bois de chauffage est un autre paramètre qui peut faciliter la fermeture paysagère.

## Histoire
Le concept naît avec les profonds bouleversements qui touchent les espaces ruraux après la Seconde guerre mondiale, marqués notamment par la Loi d'orientation agricole de 1962 qui consacre la modernisation de l'activité et le recentrage des activités sur les zones les plus productives. Dans un contexte d'exode rural qui dans certaines régions, dure depuis le milieu du XIXe siècle, cet acte contribue encore à l'abandon de nombreuses parcelles. Dans le même temps, des lois d'orientation forestière (1946, 1963) et la mise en place du Fonds forestier national favorisent l'économie sylvicole et contribuent à l'augmentation des surfaces boisées.
La notion de « fermeture paysagère » apparaît explicitement au moment où le paysage entre dans les politiques publiques d'aménagement, dans les années 1970. Le paysagiste Jacques Sgard, associé à l'Institut national de la recherche agronomique et à l'École nationale supérieure des sciences agronomiques appliquées d'une part, et d'autre part l'agronome Bernard Fischesser, associés à d'autres spécialistes, auteurs d'une étude sur le paysage de montagne, regrettent la progression des arbres et des friches, qu'ils perçoivent comme une atteinte à la qualité des agrosystèmes et des paysages. Des écrits médiatisés entretiennent cette idée d'un phénomène à la fois irrépressible et dommageable, comme La France en friche d'Éric Fottorino (1989), tandis que de premières mesures censées y répondre sont mises en place, comme les mesures agroenvironnementales de la Politique agricole commune. Dans les années 1990, si les débats s'apaisent en partie et la notion achève son institutionalisation, le concept demeure toutefois au cœur de nombreuses discussions relatives à la qualité paysagère et l'aménagement rural.

## Conséquences
Menacés par la fermeture des paysages, les points de vue panoramiques et sites équipés d'une table d'orientation peuvent inversement contribuer à l'entretien des paysages et au contrôle des boisements.
La fermeture des paysages peut être traitée sous l'angle de ses conséquences en termes de biodiversité, mais aussi à la lumière de la valeur identitaire et touristique des espaces ouverts, généralement jugés positivement par les visiteurs.
Fixées en France par le Code forestier dans les régions soumises à un fort risque de feu de forêt, les obligations légales de débroussaillement (OLD) peuvent contribuer à encadrer l'enfrichement et la fermeture des paysages.
Parmi les réponses à l'enfrichement, l'entretien des sentiers, l'écobuage ou le renforcement de la gestion forestière sont formulés aléatoirement par les acteurs locaux.
La mise en place d'un observatoire du paysage peut faciliter l'analyse et la compréhension du processus,.

## Exemples
En France, le Massif central, territoire de basse et moyenne montagne en proie à la déprise agricole et démographique, est régulièrement cité en exemple pour l'importante dynamique de fermeture paysagère qui caractériserait depuis le milieu du XXe siècle. La plantation massive de pins sur les Landes de Gascogne aux XIXe et XXe siècles relève aussi d'une fermeture paysagère coordonnée.
D'autres espaces sont concernés, comme les zones de piémont pyrénéen, la Sierra Nevada, les Landes de Lanvaux en Bretagne.

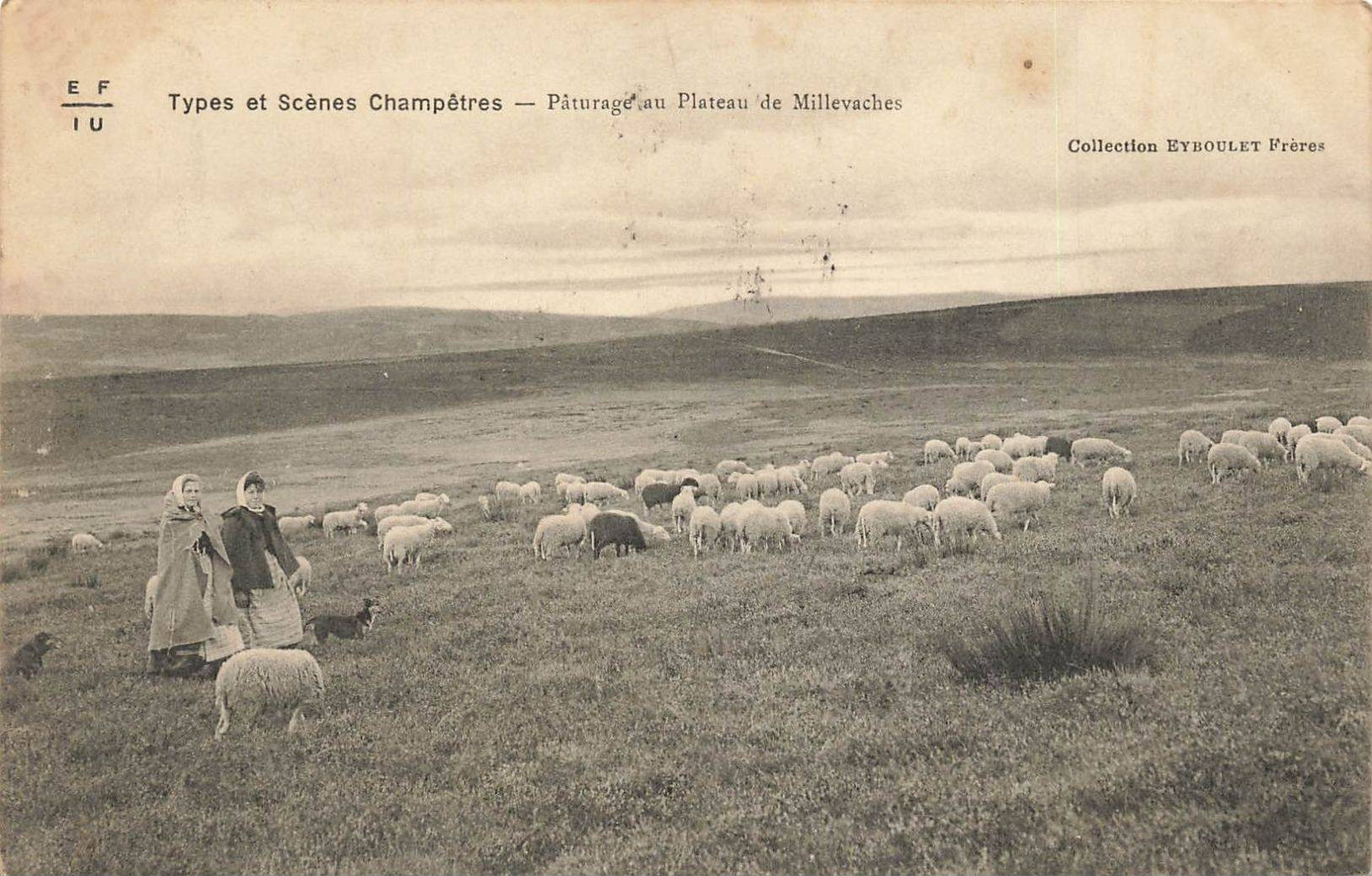
Carte postale du plateau de Millevaches au début du XXe siècle, couvert de landes et végétation rase.
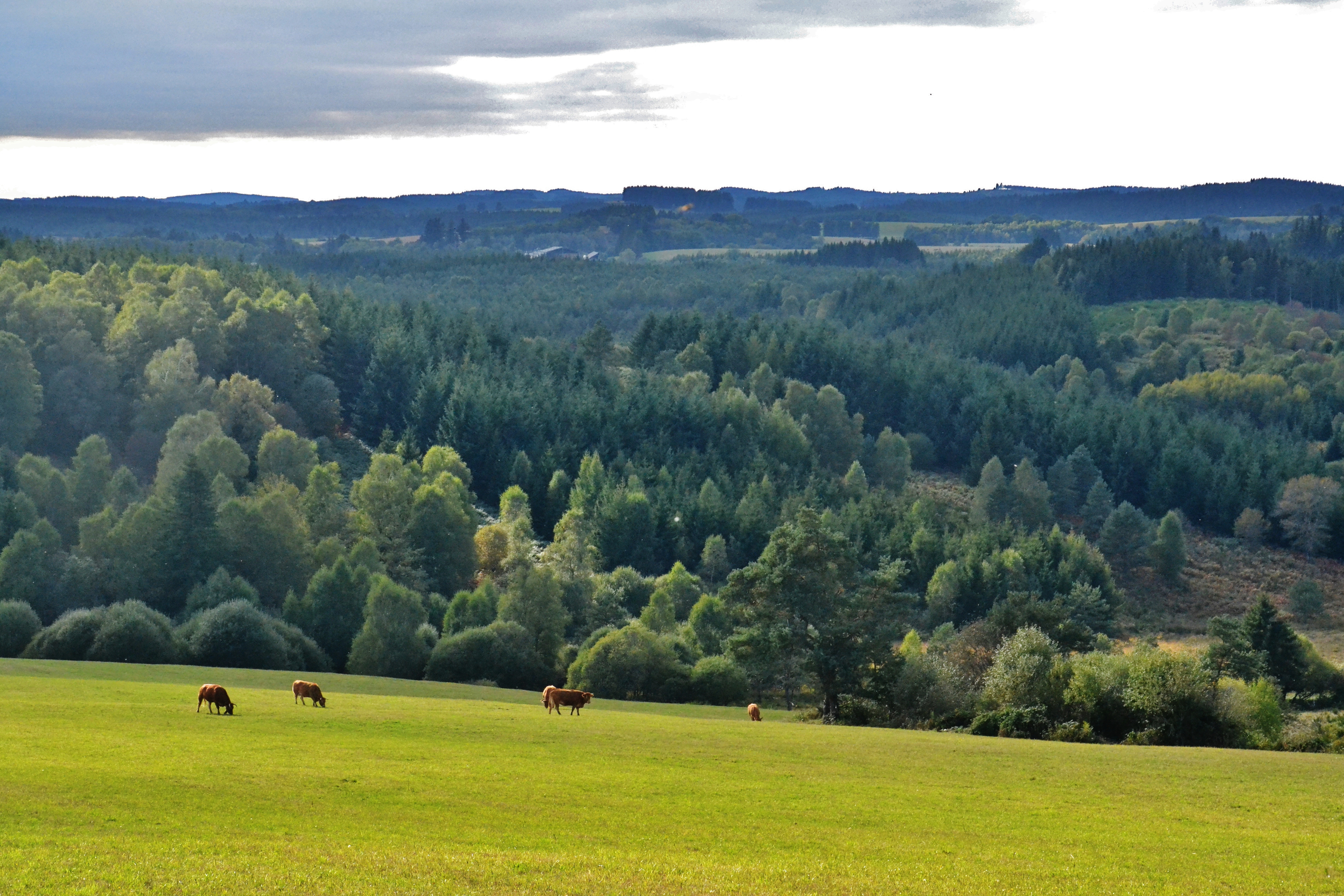
Paysage typique du plateau du XXIe siècle, dominé par la forêt et quelques prés.

## Analyse
La perception souvent négative du concept de « fermeture paysagère » tient selon certains géographes à la patrimonialisation des paysages, indépendamment de leur valeur écologique ou économique. 
Il s'agit d'une notion subjective, qui laisse entendre que le maintien de paysages ouverts feraient d'eux des « bons » paysages.
Des enquêtes menées auprès des différents acteurs et usagers du territoire montrent que les représentations de la fermeture paysagère varient et jouent un rôle dans les dynamiques de gestion, au côté des critères économiques ou naturalistes, et qu'elles sont souvent fonction de distinctions sociales et professionnelles.